# Ploceus aurantius
El tejedor anaranjado (Ploceus aurantius) es una especie de ave paseriforme de la familia Ploceidae propia de África central y occidental.

## Descripción
El tejedor anaranjado mide unos 12,5 cm, incluida la cola. Presenta dimorfimo sexual, y su plumaje también varía estacionalmente. Durante la época de cría los machos tienen el pico negro y una mancha negra alrededor del ojo y ocupando el lorum, y las alas oliváceas. El resto de su plumaje es de color anaranjado.
Fuera de la época de cría, el plumaje de los machos se vuelve más apagado, siendo principalmente de tonos pardos, con veteado amarillento en el vientre. Las hembras tienen todo el año un plumaje parecido al plumaje no reproductivo de los machos.
Los machos de esta especie pueden confundirse con los del obispo rojo Euplectes orix, pero estos últimos tienen el pecho y vientre negro.

## Distribución y hábitat
El tejedor anaranjado se encuentra en el litoral distribuido por marismas, albufera y manglares y también en humedales del interior y riberas de África central y occidental.

## Taxonomía

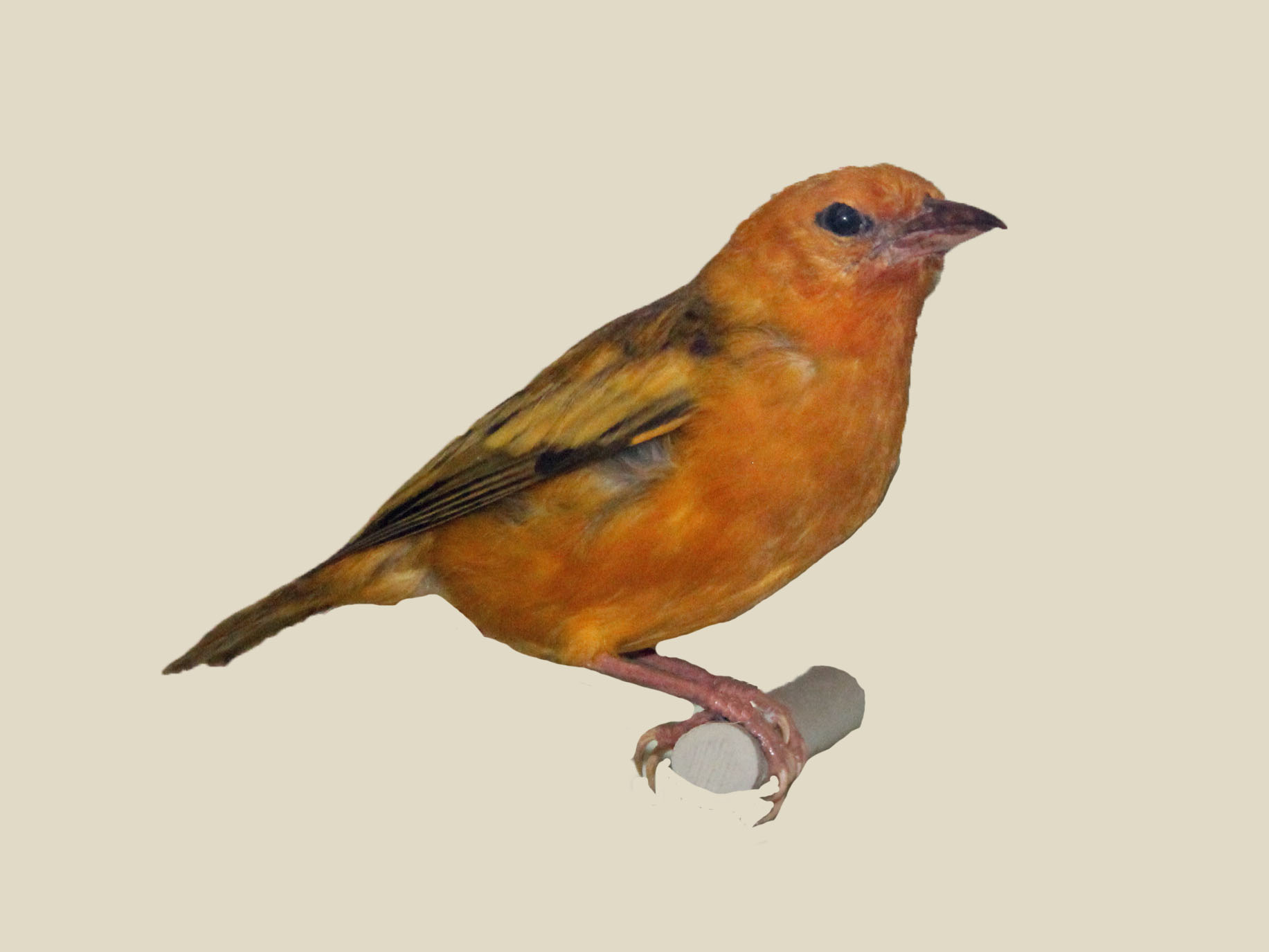
Espécimen de P. aurantius rex en el museo nacional de Nairobi.

La especie fue descrita científicamente por el ornitólogo francés Vieillot en 1805. 
Se reconocen dos subespecies:
- Ploceus aurantius aurantius (de Sierra Leona a República Democrática del Congo,y por el sur hasta Angola);[4]
- Ploceus aurantius rex (Uganda, Kenia y Tanzania).[4]

## Comportamiento y ecología
Los tejedores anaranjados son polígamos. Dos o tres hembras comparten un macho, para las cuales construye sus nidos cerca del agua. Como la mayoría de los tejedores son pájaros coloniales, que en algunos lugares juntan cientos de nidos colgados de carrizales, palmeras y otros árboles. El nido que construyen los machos trenzando con hierba tiene forma de bolsa colgante ovoide. Las hembras se encargan de incubar el par de huevos que suelen poner.
Se alimentan de semillas y frutos, y también de insectos (saltamontes, escarabajos y orugas). 

## Avicultura
El tejedor anaranjado es un pájaro que comúnmente se manatiene en cautividad para la avicultura. Son pájaros resistentes a pesar de ser pequeños. Como los fringílidos deben mantenerse en grupo. Debido a su naturaleza activa deberían estar en aviarios grandes. Pueden convivir con otras especies, por ejemplo grandes fringílidos, sin problemas. Sin embargo algunos individuos de tejedor anaranjado se muestran bastante agresivos durante la época de cría, por lo que deben separarse del grupo.
Los tejedores anaranjados deben alimentarse con una mezcla equilibrada de semillas de cereales, verduras frescas, y algún aporte animal, como gusanos.